# 広島県立神辺旭高等学校
広島県立神辺旭高等学校（ひろしまけんりつ かんなべあさひ こうとうがっこう）は、広島県福山市神辺町徳田にある普通科・体育科の県立の高等学校である。

## 概要
「伝統校に迫る進学校」を掲げ、創立当初より生活指導や進学指導に力を入れている。また、備後地区で体育会系部活の強豪としても知られ、バレー・陸上・フェンシング・ソフトテニス・剣道などにおいて、全国大会への出場や国体選手の輩出実績もある。

### 設置学科
- 全日制課程
  - 普通科
  - 体育科

### 校風
- 校訓 …… 「一日一生」
- 行動目標 …… 「眼前のつとめを果たそう。」

## 沿革
1980年（昭和55年）、深安郡神辺町徳田に開校する。

### 年表
- 1980年（昭和55年）
  - この年、開校。
- 2013年（平成25年）
  - 7月3日、台湾台南市の国立台南家齊高校（元:国立台南家斉女子高級中学）と姉妹校提携締結、調印式[1]。

## 著名な卒業生
- 筧本翔昴（バレーボール選手、V.LEAGUE Division1のJTサンダーズ所属）
- 楢﨑誠（Official髭男dism ベース、サックス、コーラス担当）吹奏楽部所属

## 最寄駅
- JR福塩線湯田村駅北口から徒歩7分。

## 姉妹校提携
- 国立台南家齊高級中等学校[1]